# Rana bergeri
Rana bergeri é uma espécie de anfíbio da família Ranidae.
Pode ser encontrada nos seguintes países: França e Itália.
Os seus habitats naturais são: rios, rios intermitentes, pântanos, lagos de água doce, lagos intermitentes de água doce, marismas de água doce e marismas intermitentes de água doce.
Está ameaçada por perda de habitat.